# Іменська Горца
Іменська Горца (словен. Imenska Gorca) — поселення в общині Подчетртек, Савинський регіон, Словенія. Висота над рівнем моря: 338,5 м.